# Falsapolia catula
Falsapolia catula är en skalbaggsart som först beskrevs av Mckeown 1942.  Falsapolia catula ingår i släktet Falsapolia och familjen långhorningar. Inga underarter finns listade i Catalogue of Life.